# Campeonato Mundial de Snooker Femenino
El Campeonato del Mundo Femenino de Snooker es el principal torneo de mujeres profesionales de snooker.

## Historia
El primer campeonato se celebró en 1976. De 1998 a 2003 el campeonato fue patrocinado por la marca de cigarros Embassy, y la final se celebró en el Crucible Theatre en Sheffield durante el Campeonato Mundial de Snooker, pero debido a las restricciones sobre los anuncios de tabaco en 2003, la World Professional Billiards and Snooker Association (WPBSA) cesó su apoyo al torneo en 2004 y el evento no se celebró debido a las dificultades económicas de esta asociación. El evento se volvió a celebrar en 2005 bajo la WLBSA. La jugadora con más triunfos en la historia del torneo es Reanne Evans, que ha ganado el título once veces.
El campeonato de 2017 se celebró en Toa Payoh, Singapur. Fue la primera vez desde 1995 que se celebró fuera del Reino Unido.

## Finales[2]
| Año      | Ganadora             | Subcampeona          | Puntuación final     | Ciudad               |
| -------- | -------------------- | -------------------- | -------------------- | -------------------- |
| 1976     | Vera Selby           | Muriel Hazeldene     | 4–0                  | Middlesbrough        |
| 1977     | No se celebró torneo | No se celebró torneo | No se celebró torneo | No se celebró torneo |
| 1978     | No se celebró torneo | No se celebró torneo | No se celebró torneo | No se celebró torneo |
| 1979     | No se celebró torneo | No se celebró torneo | No se celebró torneo | No se celebró torneo |
| 1980     | Lesley McIlrath      | Agnes Davies         | 4–2                  | Hayling Island       |
| 1981     | Vera Selby           | Mandy Fisher         | 3–0                  | Thorness Bay         |
| 1982     | No se celebró torneo | No se celebró torneo | No se celebró torneo | No se celebró torneo |
| 1983     | Sue Foster           | Maureen Baynton      | 8–5                  | Brean                |
| 1984 Am  | Stacey Hillyard      | Natalie Stelmach     | 4–1                  | Unknown              |
| 1984 Pro | Mandy Fisher         | Maryann McConnell    | 4–2                  | Birmingham           |
| 1985     | Allison Fisher       | Stacey Hillyard      | 5–1                  | Solihull             |
| 1986     | Allison Fisher       | Sue LeMaich          | 5–0                  | Solihull             |
| 1987     | Ann-Marie Farren     | Stacey Hillyard      | 5–1                  | Puckpool             |
| 1988     | Allison Fisher       | Ann-Marie Farren     | 6–1                  | Brixham              |
| 1989     | Allison Fisher       | Ann-Marie Farren     | 6–5                  | Brixham              |
| 1990     | Karen Corr           | Stacey Hillyard      | 7–4                  | London               |
| 1991     | Allison Fisher       | Karen Corr           | 8–2                  | London               |
| 1992     | No se celebró torneo | No se celebró torneo | No se celebró torneo | No se celebró torneo |
| 1993     | Allison Fisher       | Stacey Hillyard      | 9–3                  | Blackpool            |
| 1994     | Allison Fisher       | Stacey Hillyard      | 7–3                  | New Delhi            |
| 1995     | Karen Corr           | Kim Shaw             | 6–3                  | New Delhi            |
| 1996     | No se celebró torneo | No se celebró torneo | No se celebró torneo | No se celebró torneo |
| 1997     | Karen Corr           | Kelly Fisher         | 6–3                  | Llanelli             |
| 1998     | Kelly Fisher         | Karen Corr           | 5–0                  | Sheffield            |
| 1999     | Kelly Fisher         | Karen Corr           | 4–2                  | Sheffield            |
| 2000     | Kelly Fisher         | Lisa Ignall          | 4–1                  | Sheffield            |
| 2001     | Lisa Quick           | Lynette Horsburgh    | 4–2                  | Sheffield            |
| 2002     | Kelly Fisher         | Lisa Quick           | 4–1                  | Sheffield            |
| 2003     | Kelly Fisher         | Lisa Quick           | 4–1                  | Sheffield            |
| 2004     | No se celebró torneo | No se celebró torneo | No se celebró torneo | No se celebró torneo |
| 2005     | Reanne Evans         | Lynette Horsburgh    | 6–4                  | Cambridge            |
| 2006     | Reanne Evans         | Emma Bonney          | 5–3                  | Cambridge            |
| 2007     | Reanne Evans         | Katie Henrick        | 5–3                  | Cambridge            |
| 2008     | Reanne Evans         | June Banks           | 5–2                  | Cambridge            |
| 2009     | Reanne Evans         | Maria Catalano       | 5–2                  | Cambridge            |
| 2010     | Reanne Evans         | Maria Catalano       | 5–1                  | Cambridge            |
| 2011     | Reanne Evans         | Emma Bonney          | 5–1                  | Bury St Edmunds      |
| 2012     | Reanne Evans         | Maria Catalano       | 5–3                  | Cambridge            |
| 2013     | Reanne Evans         | Maria Catalano       | 6–3                  | Cambridge            |
| 2014     | Reanne Evans         | Ng On Yee            | 6–0                  | Leeds                |
| 2015     | Ng On Yee            | Emma Bonney          | 6–2                  | Leeds                |
| 2016     | Reanne Evans         | Ng On Yee            | 6–4                  | Leeds                |
| 2017     | Ng On Yee            | Vidya Pillai         | 6–5                  | Toa Payoh            |
| 2018     | Ng On Yee            | Maria Catalano       | 5–0                  | St. Paul's Bay       |

## Estadísticas por jugador
| Rango | Nombre            | Nacionalidad      | Campeona | Subcampeona |
| ----- | ----------------- | ----------------- | -------- | ----------- |
| 1     | Reanne Evans      | Inglaterra        | 11       | 0           |
| 2     | Allison Fisher    | Inglaterra        | 7        | 0           |
| 3     | Kelly Fisher      | Inglaterra        | 5        | 1           |
| 4     | Karen Corr        | Irlanda del Norte | 3        | 3           |
| 5     | Ng On Yee         | Hong Kong         | 3        | 2           |
| 6     | Vera Selby        | Inglaterra        | 2        | 0           |
| 7     | Stacey Hillyard   | Inglaterra        | 1        | 5           |
| 8     | Ann-Marie Farren  | Inglaterra        | 1        | 2           |
| 8     | Lisa Quick        | Inglaterra        | 1        | 2           |
| 10    | Mandy Fisher      | Inglaterra        | 1        | 1           |
| 11    | Lesley McIlrath   | Australia         | 1        | 0           |
| 11    | Sue Foster        | Inglaterra        | 1        | 0           |
| 13    | Maria Catalano    | Inglaterra        | 0        | 5           |
| 14    | Emma Bonney       | Inglaterra        | 0        | 3           |
| 15    | Lynette Horsburgh | Escocia           | 0        | 2           |
| 16    | Muriel Hazelden   | Inglaterra        | 0        | 1           |
| 16    | Agnes Davies      | Gales             | 0        | 1           |
| 16    | Maureen Baynton   | Inglaterra        | 0        | 1           |
| 16    | Natalie Stelmach  | Canadá            | 0        | 1           |
| 16    | Maryann McConnell | Canadá            | 0        | 1           |
| 16    | Sue LeMaich       | Canadá            | 0        | 1           |
| 16    | Kim Shaw          | Inglaterra        | 0        | 1           |
| 16    | Lisa Ignall       | Inglaterra        | 0        | 1           |
| 16    | Katie Henrick     | Inglaterra        | 0        | 1           |
| 16    | June Banks        | Inglaterra        | 0        | 1           |
| 16    | Vidya Pillai      | India             | 0        | 1           |